# Carlo Massone
Carlo Massone (Génova, 16 de noviembre de 1941) es un deportista italiano que compitió en vela en la clase Flying Dutchman. Ganó una medalla de bronce en el Campeonato Europeo de Flying Dutchman de 1970.

## Palmarés internacional
| Campeonato Europeo | Campeonato Europeo | Campeonato Europeo | Campeonato Europeo |
| Año                | Lugar              | Medalla            | Clase              |
| ------------------ | ------------------ | ------------------ | ------------------ |
| 1970               | Mar Menor (España) | Medalla de bronce  | Flying Dutchman    |